# Tešedíkovo
Tešedíkovo (em húngaro: Pered; alemão: Pradendorf) é um município da Eslováquia, situado no distrito de Šaľa, na região de Nitra. Tem 22,78 km² de área e sua população em 2018 foi estimada em 3.681 habitantes.

## Demografia
| Ano:        | 1994 | 2004   | 2014   | 2024   |
| ----------- | ---- | ------ | ------ | ------ |
| Broj ljudi: | 3751 | 3688   | 3745   | 3621   |
| Razlika:    |      | -1,67% | +1,54% | -3,31% |

| Ano:               | 2023 | 2024   |
| ------------------ | ---- | ------ |
| Número de pessoas: | 3656 | 3621   |
| Diferença:         |      | -0,95% |